# Jacob Constant de Rebecque
Jacob Constant de Rebecque (Lausana, 9 de octubre de 1645-Lausana, 6 de junio de 1732) fue un médico suizo.
Se doctoró en la Facultad de Medicina de Montpellier y ejerció por muchos años en Lausana. Escribió una farmacopea, reeditada en varias ocasiones, titulada Medicinae Helvetiorum prodromus, pharmacopeae Helvetiorum specimen (Ginebra, 1677), además de Nicolai Lemery cursus chimicus (Ginebra, 1681), Atrium medicinae Helvetiorum, seo eorundem pharmacopeae promptuarium, observationisque medicae rarissimae ac selectissimae (Ginebra, 1690) y una trilogía destinada al público en general publicada en Lyon en 1683 y compuesta por Le chirurgien charitable, L'apothicaire charitable y Le médecin charitable.